# 住居学
住居学(じゅうきょがく)は、主に日本の大学で家政学部･生活科学部、
教育学部の家庭科教育教室等で開講している学問分野。
住まいと住居、人間生活のライフスタイルや住環境、家具、
住まい設備などについて研究し、人間にとって快適な住居・住環境を
実現するための知識や技術を学ぶ。
下記の通り大学の学科や研究室単位で教育教室が設けられている。
建築学科に準じた教育が成されている学科コースも含まれ、そうした
大学の学科では建築士資格の条件を満たした授業講義を取り揃える学科もある。
女子大学生活科学部等に設置されている場合生活、服飾アパレルデザイン、被服学･ファッションデザイン、
インテリアなども含めデザインの理論や技術を基礎から学ぶスタイルが多く、
また学士修士は家政学や生活科学となる。

## 住居学科･大学院研究科のある教育機関
- 日本女子大学家政学部住居学科および大学院人間生活学研究科住居学専攻[注釈 1][注釈 2][注釈 3]
- 東京家政学院大学家政学部住居学科[注釈 1][注釈 3]
- 駒沢女子大学 人間総合学群 住空間デザイン学類(旧人文学部 空間造形学科 建築分野）[注釈 3]
- お茶の水女子大学生活科学部 人間・環境科学科[注釈 3]大学院 人間文化創成科学研究科 博士前期課程ライフサイエンス専攻･生活工学共同専攻[注釈 2]
- 大阪市立大学生活科学部 居住環境学科[注釈 1][注釈 3]
- 奈良女子大学生活環境学部住環境学科(住居環境学分野、住生活学分野他)[注釈 1]大学院人間文化研究科 生活工学共同専攻[注釈 2][注釈 3]大学院人間文化研究科住環境学専攻
- 徳島文理大学人間生活学部住居学科[注釈 3]

## 住居学研究室等のある教育機関
- 藤女子大学人間生活学部人間生活学科及び大学院 人間生活学研究科 人間生活学専攻 生活環境分野
- 弘前大学教育学部家政学科教室住居学研究室
- 宮城教育大学 教育学部 中等教育教員養成課程家庭科教育専攻／初等教育教員養成課程家庭科コース, 家庭科教育講座 住居学[注釈 1]
- 宮城学院女子大学 生活科学部 生活文化デザイン学科[注釈 1]大学院 人文科学研究科 生活文化デザイン学専攻[注釈 2]
- 福島大学教育学部住居学研究室
- 郡山女子大学 家政学部 人間生活学科[注釈 1][注釈 3]大学院人間生活学研究科人間生活学専攻[注釈 2]建築デザインコース
- 宇都宮大学教育学部家政科生活科学領域住居学
- 茨城大学 教育学部 情報文化課程[注釈 1]
- 埼玉大学教育学部家政専修住居学研究室
- 東洋大学ライフデザイン学部 人間環境デザイン学科研究センター福祉社会開発研究センター大学院 福祉社会デザイン研究科水村研究室
- 文化学園大学大学院生活環境学研究科生活環境学専攻住生活デザイン研究室[注釈 2]
- 和洋女子大学家政学部家政福祉学科住空間のゼミ
- 日本大学生産工学部建築工学科[注釈 1][注釈 3]居住空間デザインコース
- 日本大学短期大学部生活環境学科住居学研究室[注釈 1][注釈 3]
- 実践女子大学生活科学部 生活環境学科・生活科学研究科 生活環境学専攻住環境デザイン分野
- 大妻女子大学 家政学部ライフデザイン学科住文化研究室
- 東京学芸大学教育学部A類家庭選修B類家庭専攻－生活科学講座
- 鎌倉女子大学家政学部家政保健学科住居研究ゼミナール
- 山梨大学大学院教育学研究科 住居学研究室
- 新潟大学教育学部生活環境科学課程生活科学コース
- 金沢大学人間社会学域地域創造学類大学院人間社会研究域・人間科学系住居学研究室
- 愛知教育大学教育学部家政教育講座住居学研究室

- 金城学院大学 生活環境学部 環境デザイン学科空間デザインコース[注釈 1][注釈 3]
- 岐阜女子大学家政学部生活科学科住居学専攻[注釈 1][注釈 3]
- 椙山女学園大学 生活科学部 生活環境デザイン学科インテリア・プロダクト分野、建築・住居分野[注釈 1][注釈 3]大学院生活科学研究科生活環境学専攻建築・住居領域[注釈 2]
- 名古屋女子大学 家政学部 生活環境学科住居学ゼミ[注釈 1]
- 三重短期大学 生活科学科 居住環境コース[注釈 1]
- 滋賀県立大学 人間文化学部 生活デザイン学科[注釈 1]大学院 人間文化学研究科 生活デザイン専攻
- 京都府立大学人間環境学部環境デザイン学科 住生活学、居住システム計画学[注釈 3]
- 京都女子大学家政学部 生活造形学科住居学分野[注釈 1]
- 京都教育大学教育学部家庭科専攻住居学研究室

- 武庫川女子大学生活環境学部生活環境学科[注釈 3]大学院生活環境学研究科生活環境学専攻[注釈 2]環境デザイン分野
- ノートルダム清心女子大学人間生活学部人間生活学科生活・文化学コース生活環境学研究室
- 大阪工業大学ロボティクス&デザイン工学部 空間デザイン学科 居住空間デザイン研究室
- 摂南大学理工学部 住環境デザイン学科 住環境マネジメント研究室
- 大阪樟蔭女子大学住居学研究室
- 大阪教育大学 家政教育講座 住居学研究室　教養学科健康生活科学専攻･大学院健康科学専攻生活科学研究居住環境学研究室
- 甲南女子大学人間科学部 生活環境学科及人文科学総合研究科社会･文化環境学専攻生活環境コース
- 神戸女子大学家政学部家政学科. 住空間コース
- 畿央大学健康科学部人間環境デザイン学科及大学院健康科学研究科環境デザイン分野[注釈 2][注釈 3]造形デザインコース

- 岡山大学教育学部家政教育講座 住居学･家庭管理研究室
- 広島大学教育学部人間生活系および大学院教育学研究科人間生活教育学講座コース住居学分野住居環境学研究室
- 広島女学院大学人間生活学部生活デザイン学科/インテリア・住居・建築デザインカリキュラム/大学院人間生活学研究科生活科学専攻生活文化学専攻[注釈 2]

- 島根大学教育学部 および大学院人間生活環境教育専攻 家政教育コース 住居学研究室
- 島根県立大学短期大学部 総合文化学科 住居・デザイン研究室
- 愛媛大学教育学部 学校教育実践コース 家政教育専修住居学研究室
- 福岡女子大学人間環境学部生活環境学科住環境学研究室
- 福岡教育大学 教育学部家庭教育講座住居学研究室
- 九州産業大学建築都市工学部住宅・インテリア学科居住環境デザインゼミ
- 九州女子大学家政学部人間生活学科住居学ゼミ
- 佐賀大学 文化教育学部 人間環境課程 地域・生活文化分野（生活・環境・技術選修)住居学
- 鹿児島大学(郡元地区)教育学部家庭科教育学・住居学研究室

(その他)
- 共立女子大学 家政学部 建築・デザイン学科 建築コース[注釈 1][注釈 3]大学院家政学研究科建築・デザイン専攻[注釈 2]
- 文化女子大学 造形学部 建築・インテリア学科[注釈 1]大学院 生活環境学研究科 生活環境学専攻[注釈 2]
- 昭和女子大学 生活科学部 環境デザイン学科[注釈 1][注釈 3]大学院生活機構研究科環境デザイン研究専攻[注釈 2]建築・インテリアデザインコース
- 武蔵野大学人間関係学部環境学科住環境専攻[注釈 3]大学院　環境学研究科　環境マネジメント専攻[注釈 2]建築学コース
- 愛知淑徳大学 現代社会学部 現代社会学科都市環境デザインコース***[注釈 1][注釈 3]大学院 現代社会研究科 現代社会専攻　都市環境デザインコース[注釈 2]
- 美作大学生活科学部福祉環境デザイン学科福祉建築コース[注釈 3]
- 京都橘大学[注釈 3]大学院 文化政策学研究科 文化政策学専攻[注釈 2]
- 兵庫県立大学 環境人間学部 環境人間学科居住空間計画コース[注釈 1]
- 安田女子大学家政学部生活デザイン学科